# Spilosmylus asahinai
Spilosmylus asahinai är en insektsart som beskrevs av Nakahara 1966. Spilosmylus asahinai ingår i släktet Spilosmylus och familjen vattenrovsländor. Inga underarter finns listade i Catalogue of Life.